# 12155 Гігін
12155 Гігін (12155 Hyginus) — астероїд головного поясу, відкритий 26 березня 1971 року. Тіссеранів параметр щодо Юпітера — 3,492.